# Ruslan Saweljewitsch Karajew

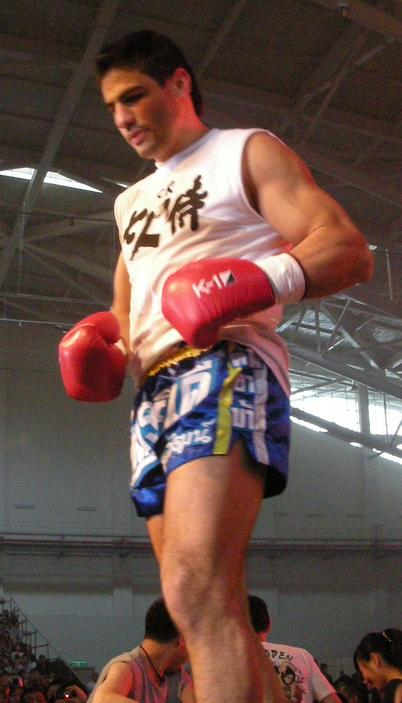
Ruslan Karajew 2007

Ruslan Saweljewitsch Karajew (russisch Руслан Савельевич Караев, ossetisch Руслан Хъараты; * 19. Mai 1983 in Ordschonikidse, Nordossetien-Alanien, Russland) ist ein professioneller nordossetischer Kickboxer. Er ist Sieger des K-1 World Grand Prix 2005 von Las Vegas und des K-1 World Grand Prix 2008 von Taipeh. Er lebt momentan in Tokio, Japan.

## K-1 Karriere
Am 13. August 2005 gab Karajew sein K-1-Debüt beim K-1 World Grand Prix 2005 von Las Vegas als praktisch unbekannter Kämpfer. Im Viertelfinale traf Karajew auf Freddy Kemayo aus Frankreich und bezwang diesen in der ersten Runde mit k.o. Er traf Kemayo mit einem Spinning-Back-Kick in der Magengegend. Das Halbfinale bestritt Karajew gegen den Muay-Thai-Kämpfer Azem Maksutaj aus dem Kosovo, welches später als einer der spektakulärsten Kämpfe in die K-1-Geschichte einging. Er steigerte sich noch einmal gegen den US-Amerikaner Scott Lighty im Finale, das er dann per einstimmigem Entscheid der Jury nach Punkten gewann. Somit ging Karajew als Turniersieger hervor.
Am 23. September 2005 trat Karajew bei den K-1 World Grand Prix Final Eliminations im Osaka Dome an. Sein Gegner war dieses Mal der Schwede Rickard Nordstrand, der für Ernesto Hoost einsprang, der wegen einer Beinverletzung passen musste. Karajew gewann erneut nach Punkten per einstimmigem Entscheid der Jury und qualifizierte sich damit zum ersten Mal für das World Grand Prix Finale 2005.
Beim World Grand Prix Finale 2005 am 19. November im Tokyo Dome hieß Karajews Viertelfinalgegner Musashi (武蔵) aus Japan. Er unterlag in der ersten Extra-Runde nach Punktentscheid der Jury.
Im Jahr 2006 erreichte Karajew erneut das Finale, nachdem er Badr Hari aus Marokko ausknocken konnte. Am 2. Dezember 2006 beim K-1 World GP 2006 Finale jedoch wurde er selbst vom Brasilianer Glaube Feitosa in Runde eins ausgeknockt. Feitosa traf Karajew mit seinem gefürchteten brasilianischen High-Kick, der Karajew gewaltig ins Taumeln brachte. Daraufhin beendete der Schiedsrichter den Kampf.
Im Jahr 2007 bestritt Karajew nur zwei Kämpfe und konnte sich nicht für den World Grand Prix 2007 qualifizieren. Der erste Kampf fand am 4. März in Yokohama statt. Es war der Rückkampf gegen Badr Hari, welcher ebenfalls als einer der spektakulärsten Kämpfe des K-1 gilt. Karajew ging dabei in der 2. Runde k. o. Der zweite Kampf war am 23. Juni in Amsterdam wo Karajew gegen den Niederländer Melvin Manhoef nach nur 31 Sekunden schwer k. o. ging.
Karajew verpasste den bevorstehenden Kampf gegen den Franzosen Jérôme Le Banner am 29. September 2007 bei den Final Elimiations in Seoul, Südkorea, wegen eines Verkehrsunfalles, den er Tage vor dem Kampf erlitt.
Nach fast einem Jahr Auszeit, in dem er sich um seine kranke Mutter kümmerte, kehrte Karajew am 13. Juli 2008 eindrucksvoll auf die K-1-Bühne zurück. Er gewann den K-1 World Grand Prix in Taipeh. Zunächst bezwang Karajew Tatsufumi Tomihira aus Japan durch K. o., anschließend den koreanischen Hünen Young Hyun Kim durch K. o. und im Finale knockte er seinen Landsmann Alexander Pitschkunow aus. Somit qualifizierte Karajew sich für die K-1 Final Eliminations 2008. Bei den K-1 World GP 2008 Final Eliminations sicherte sich Karajew einen Platz im K-1-Finale 2008, indem er den deutschen Mixed-Martial-Arts-Kämpfer Chalid Arrab in Runde zwei ausknockte.
Am 6. Dezember beim K-1 World GP Finale 2008 in Yokohama kam Karajew wieder nicht über das Viertelfinale hinaus. Er unterlag Gökhan Saki aus der Türkei nach Punkten per einstimmigem Entscheid der Jury.
Karajew besiegte am 26. September 2009 den Japaner Keijiro Maeda bei den K-1 World GP 2009 Final 16 in Seoul, Südkorea und stand damit im K-1 World Grand Prix 2009 Final.
Bei dem K-1 World Grand Prix 2009 Final traf er im ersten Kampf des Abends auf seinen Rivalen Badr Hari. Karajew und Hari lieferten sich einen offenen Schlagabtausch. Karajew verlor den Kampf nach nur 38 Sekunden, als er von einem harten Schlag von Hari getroffen wurde.